# Hanne Ørstavik
Hanne Ørstavik (Tana, 28 de noviembre de 1969) es una escritora noruega que ha incursionado en varios géneros, entre ellos la novela y el ensayo. Tras debutar en 1994 con Hakk, varias de sus publicaciones han sido traducidas a más de 18 idiomas. En 2002 recibió el Premio Dobloug de la Academia Sueca.
Su novela Kjærlighet publicada en 1997 fue considerada dentro de las 6 mejores publicaciones noruegas de los últimos 25 años en una encuesta realizada por Dagbladet a varios expertos.

## Obras
- Hakk (novela) (1994) ISBN 82-7094-683-4
- Entropi (novela) (1995) ISBN 82-7094-718-0
- Kjærlighet (novela) (1997) ISBN 82-7094-802-0
- Like sant som jeg er virkelig (novela) (1999) ISBN 82-7094-854-3
- Tiden det tar (novela) (2000) ISBN 82-495-0003-2
- Uke 43 (novela) (2002) ISBN 82-03-18591-6
- Presten (novela) (2004) ISBN 82-495-0274-4
- Kallet – novelaen  (novela)  (2006) ISBN 978-82-495-0428-2
- I morgen skal det være åpent for alle (2007) ISBN 978-82-495-0490-9
- Der alt er klart (en colaboración con el artista francés Pierre Duba) (2008) ISBN 978-82-495-0619-4
- 48 rue Defacqz (novela) (2009) ISBN 978-82-495-0685-9
- Hyenene (novela) (2011) ISBN 978-82-495-0862-4
- Det finnes en stor åpen plass i Bordeaux (novela) (2013) ISBN 978-82-495-1299-7
- På terrassen i mørket (novela) (2014) ISBN 978-82-495-1409-0